# NO NIGHT EDEN
『NO NIGHT EDEN』（ノーナイトエデン）は、能登有沙の1枚目のミニアルバム。2009年12月26日にHAPPY! STYLEから発売された。

## リリース
コミックマーケット77で販売開始。
初回生産盤と、2010年2月7日「スカパー!HD×エンタ!371presents GIRLS POP NEXT」以降販売されている追加生産盤がある。
ブックレット、盤面などが赤を基調とするデザインになっている初回生産盤を「赤盤」、青と基調とするデザインになっている追加生産盤を「青盤」と通称することが多い。
規格品番は、赤盤がARISA1001a、青盤がARISA1001bとなっている。

## 収録内容
| #         | タイトル                | 作詞      | 作曲         | 編曲         | 時間  |
| --------- | ----------------------- | --------- | ------------ | ------------ | ----- |
| 1.        | 「午前2:30の彼」        | 能登有沙  | とものかつみ | とものかつみ | 5:05  |
| 2.        | 「自重っておいしいの?」 | 能登有沙  | とものかつみ | とものかつみ | 3:36  |
| 3.        | 「あめ色 Caramel」      | 能登有沙  | とものかつみ | とものかつみ | 5:39  |
| 4.        | 「ふりむいて。。。」    | 能登有沙  | とものかつみ | とものかつみ | 4:04  |
| 5.        | 「High Speed Motion」   | 能登有沙  | とものかつみ | とものかつみ | 5:37  |
| 合計時間: | 合計時間:               | 合計時間: | 合計時間:    | 合計時間:    | 24:01 |